# Reroute To Remain
Reroute To Remain är ett musikalbum av heavy metal-bandet In Flames från Göteborg. Albumet släpptes den 3 september 2002. 
All musik på albumet är skriven av Jesper Strömblad, Björn Gelotte och Anders Fridén. Helena Lindsjö har tillsammans med Fridén skrivit texterna till Reroute To Remain och Dismiss The Cynics. Övriga texter av Anders Fridén.

## Låtlista
1. Reroute To Remain - 3:35
2. System - 3:39
3. Drifter - 3:10
4. Trigger - 4:58
5. Cloud Connected - 3:40
6. Transparent - 4:03
7. Dawn Of A New Day - 3:40
8. Egonomic - 2:36
9. Minus - 3:45
10. Dismiss The Cynics - 3:38
11. Free Fall - 3:58
12. Dark Signs - 3:20
13. Metaphor - 3:39
14. Black & White - 3:33

## Banduppsättning
- Anders Fridén - sång
- Daniel Svensson - trummor
- Peter Iwers - bas
- Jesper Strömblad - gitarr
- Björn Gelotte - gitarr

### Gästmusiker
- Maria Gauffin – sång på Metaphor
- "Fiol-Olof" – fiol på Metaphor
- Örjan Örnkloo (Misery Loves Co.) – keyboards